# Ctenucha projecta
Ctenucha projecta är en fjärilsart som beskrevs av Paul Dognin. Ctenucha projecta ingår i släktet Ctenucha och familjen björnspinnare. Inga underarter finns listade i Catalogue of Life.